# Prawo o aktach stanu cywilnego (ustawa 1986)
Ustawa z dnia 29 września 1986 r. – Prawo o aktach stanu cywilnego – polska ustawa, uchwalona przez Sejm PRL, regulująca kwestie prawne związane z aktami stanu cywilnego, uchylona z dniem 1 marca 2015 r. przez ustawę z dnia 28 listopada 2014 r. Prawo o aktach stanu cywilnego (Dz.U. z 2025 r. poz. 594). 
Ustawa określała:
- zasady rejestracji stanu cywilnego
- ogólne zasady sporządzania aktów stanu cywilnego i prowadzenia ksiąg stanu cywilnego
- zasady unieważnienia, sprostowania, ustalania treści i odtwarzania aktów stanu cywilnego
- zasady sporządzania aktu urodzenia
- zasady zawierania małżeństw i sporządzania aktu małżeństwa
- zasady sporządzania aktu zgonu
- zasady sporządzania odpisów aktu stanu cywilnego i zaświadczeń.

Ustawa w momencie wejścia w życie w dniu 1 marca 1987 r. zastąpiła dekret z dnia 8 czerwca 1955 r. Prawo o aktach stanu cywilnego.

## Nowelizacje
Ustawę znowelizowano wielokrotnie. Ostatnia zmiana weszła w życie w 2013 roku.